# John Goldar
John Goldar, né en 1729 à Oxford et mort en 16 août 1795 à Londres, est un graveur anglais à la pointe et au burin florissant en 1770.

## Biographie
John Goldar naît en 1729 à Oxford,. Il réside à Charlotte Street, Blackfriars Road, Southwark. Il fait quelques incursions dans l'édition d'imprimés à son propre compte (de John Dixon d'après William Lawrenson, et beaucoup plus tard d'imprimés navals et d'après Henry Richter), mais il travaille surtout pour le commerce du livre.
Il meurt subitement d'apoplexie le 16 août 1795 alors qu'il marche avec sa fille dans Hyde Park.

## Œuvres
Graveur à la pointe et au burin, florissant en 1770, John Goldar est surtout connu pour ses gravures des tableaux peints par John Collet, à l'imitation de William Hogarth. Quatre d'entre elles, publiées par John Boydell en 1782, représentent une série intitulée Modern Love (L'amour moderne), et parmi elles figurent The Recruiting Sergeant, The Female Bruisers, The Sacrifice, The Country Choristers, et The Refusal. Des sujets similaires se retrouvent dans ses gravures d'après Philip Dawe (en), Samuel Hieronymus Grimm (en) et Herbert Pugh (en).
John Goldar grave également des portraits, notamment ceux du révérend William Jay, du libraire James Lackington, du chirurgien Peter Clare et d'autres personnes. En 1771, il expose une épreuve inachevée d'une gravure d'après John Hamilton Mortimer à l'exposition de l'Incorporated Society of Artists.
En tant qu'illustrateur, John Goldar réalise notamment une History of England (1789) pour John Harrison. Cette histoire est basée, dans une certaine mesure, sur celle de Paul de Rapin. Il a aussi quelques planches dans The New English Theatre (1777) publié par Lowndes.

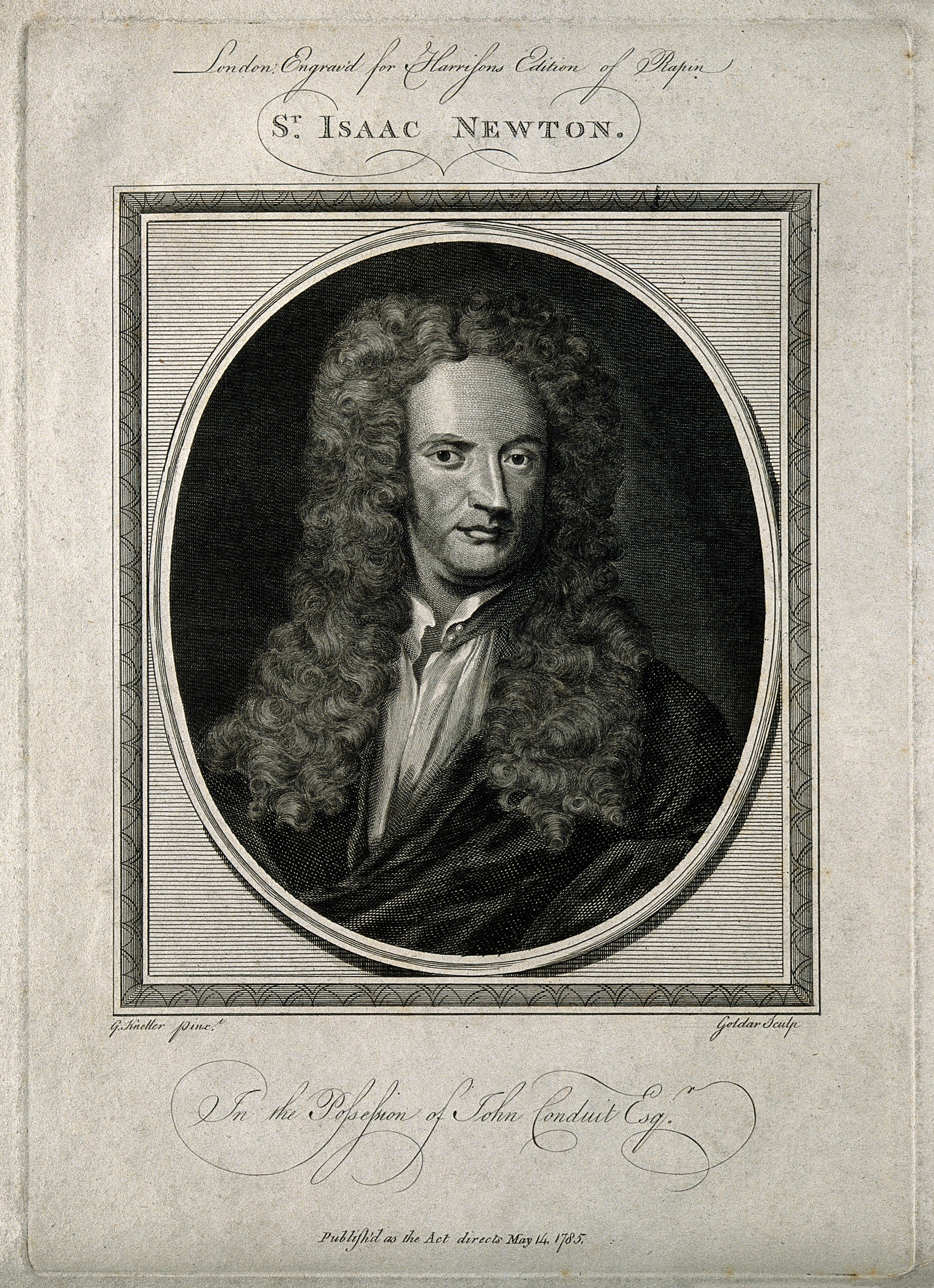
Portrait d'Isaac Newton d'après Godfrey Kneller (Wellcome Collection).
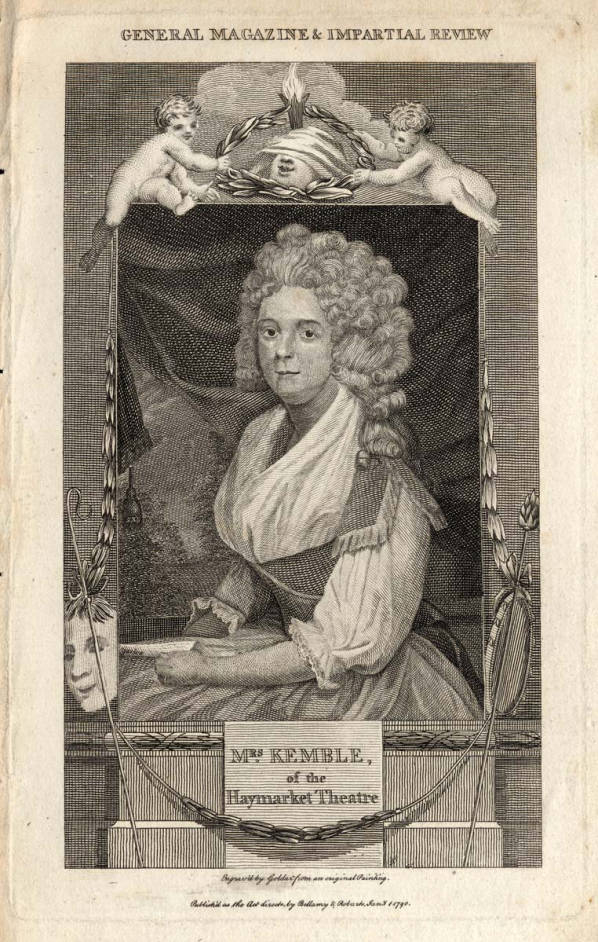
L'actrice Elizabeth Kemble.